# Nordvestjylland
Nordvestjylland er den nordlige del af Vestjylland.  
Udstrækningen af Nordvestjylland er omtvistet. Den nordvestlige del af Viborg Amt hører i nogle sammenhænge med. Desuden kan dele af Ringkøbing Amt regnes med. 
Der er ikke enighed om, hvorvidt Thy er nordvestjysk eller bør regnes for et særskilt landskab. 
Det er også usikkert, hvor langt Nordvestjylland strækker sig ind i Region Midtjylland. Som regel medregnes Mors, Salling (med Fur) og dele af Fjends Herred derudover også områderne ved Lemvig, Struer og Holstebro. 
De fem købstæder i sidstnævnte område er: 7500 Holstebro, 7600 Struer, 7620 Lemvig, 7800 Skive og 7900 Nykøbing Mors
De syv kommuner Thyborøn-Harboøre, Lemvig, Struer, Holstebro, Ulfborg-Vemb, Vinderup og Thyholm har indgået et samarbejdet under navnet "Nordvækstjylland" og beskriver dermed sig selv som nordvestjyske. De 7 kommuner blev fra 2007 til tre: Lemvig, Holstebro og Struer.